# Daniel Lundh
Daniel Lundh (Malmö, 1994) è un attore e scrittore francese svedese, noto per aver interpretato il ruolo di Pierre nella serie Alto mare (Alta mar).

## Biografia
Daniel Lundh è nato nel 1994 a Malmö (Svezia), da madre francese e da padre svedese.

## Carriera
Daniel Lundh all'età di sette anni si è trasferito con la famiglia a Parigi dove ha frequentato la scuola Montessori. Oltre allo svedese e al francese, parla anche l'inglese e lo spagnolo.
Dopo il diploma di maturità, si è trasferito a New York per proseguire i suoi studi teatrali, in particolare presso il Lee Strasberg Theatre Institute. Il suo insegnante, Chad Burton, lo ha preso sotto la sua ala e gli ha permesso di partecipare alle sessioni di Actors Studio. Si è anche formato presso HB Studio, con Salem Ludwig. Tornato a Parigi, ha studiato per due anni al Cours Florent, in particolare con Lesley Chatterley. In seguito è partito per Londra dove è rimasto per tre anni, e dove ha recitato a teatro e in diverse serie come Dream Team, Hollyoaks e Septième Ciel.
Nel 2006 ha ottenuto il suo primo ruolo cinematografico nel film O' Jerusalem, diretto da Elie Chouraqui, al fianco di Ian Holm e Patrick Bruel. Nel 2007 ha ricoperto il primo ruolo maschile nel film Délice Paloma diretto da Nadir Moknèche, con Aylin Prandi e Biyouna. Il film e gli attori sono stati acclamati dalla critica. La sua interpretazione gli è valsa la preselezione tra le rivelazioni dei César. Nel 2008 ha successivamente girato House of Saddam, una coproduzione della BBC e della HBO sulla vita di Saddam Hussein, poi Les Héritières per France 3. Il film per la televisione, in due parti, è un adattamento del Re Lear di William Shakespeare ambientato in Corsica, con Jacques Weber, Amira Casar e Jean Benguigui. In quest'ultimo film ha interpretato il ruolo di Massimo, il figlio bastardo e vendicativo. Nel 2010 ha lavorato per Richard Berry nel film L'immortale, un thriller sulla mafia marsigliese, al fianco di Jean Reno, Kad Merad, Jean-Pierre Darroussin e Marina Foïs. Nel 2011 ha interpretato il torero Juan Belmonte nel film Midnight in Paris diretto da Woody Allen. Si dedica parallelamente alle sue altre due passioni, la scrittura e la musica. Nel 2017, ha recitato nella serie spagnola La gloria e l'amore (Tiempos de guerra), in Velvet Collection (Velvet Colección) e in Coup de Foudre en Andalousie. Nel 2019 e nel 2020 ha ricoperto il ruolo di Pierre nella serie spagnola Alto mare (Alta mar), sempre su Netflix.

## Filmografia

### Attore

#### Cinema
- The Statement - La sentenza (The Statement), regia di Norman Jewison (2003)
- O' Jerusalem, regia di Elie Chouraqui (2006)
- Délice Paloma, regia di Nadir Moknèche (2006)
- L'immortale (L'Immortel), regia di Richard Berry (2010)
- Midnight in Paris, regia di Woody Allen (2011)
- Due poliziotti a Parigi (Puerto Ricans in Paris), regia di Ian Edelman (2015)
- El Guardián, regia di Héctor Fernández Cachón (2020)
- It's a Good Day to Die, regia di John Chua (2022)

#### Televisione
- Dream Team – serie TV (2004)
- Hollyoaks – serie TV (2004)
- Mile High – serie TV (2005)
- House of Saddam – miniserie TV (2008)
- Les héritières – serie TV (2008)
- Jack of Diamonds, regia di Hervé Renoh – film TV (2011)
- Interpol – serie TV (2011)
- La gloria e l'amore (Tiempos de guerra) – serie TV (2017)
- Velvet Collection (Velvet Colección) – serie TV (2017)
- Coup de Foudre en Andalousie, regia di Stéphane Malhuret – serie TV (2017)
- Alto mare (Alta mar) – serie TV, 22 episodi (2019-2020)
- Glow & Darkness – serie TV (2021)
- Now and Then – serie TV (2022)

#### Cortometraggi
- Gun!, regia di Stéphane Guenin (2001)

### Doppiatore

#### Cortometraggi
- The Ghost Day, regia di Avi Noo (2016)

### Sceneggiatore

#### Cortometraggi
- The Ghost Day, regia di Avi Noo (2016)

## Teatro
- The zoo story, diretto da Bela Grushka (2000)
- Orpheus descending, diretto da Bela Grushka (2000)
- Hamlet, diretto da Lesley Chatterley (2001)
- The infernal Machine, diretto da Sam Remy (2002)
- Guys and gals, diretto da Julia Pasca (2005)
- Summer nights, diretto da Batsheba Garnett (2006)
- Les bonnes manières, diretto da Fabrice Scott (2014)
- Luna de día, diretto da Toni Agustí (2018)
- Galdós en El Español, diretto da Carolina Román, Pilar Massa e Vanessa Martínez Navas (2020)